# Сирійська арабська федерація футболу
Сирійська арабська федерація футболу (араб. الاتحاد السوري لكرة القدم) — керівний орган футболу у Сирії, заснований 1936 року.
Під егідою федерації проводяться усі внутрішні футбольні змагання, а також матчі усіх збірних Сирії.